# Lamprocryptus hector
Lamprocryptus hector là một loài tò vò trong họ Ichneumonidae.